# Johann Köhler (Wirtschaftswissenschaftler)
Johann Köhler (* 27. Dezember 1920 in Raškov, Tschechoslowakei; † 30. Dezember 2007 in Freiberg, Sachsen) war ein deutscher Wirtschaftswissenschaftler und Hochschullehrer.

## Leben
1920 in Raškov (deutsch Nikles, seit 1960 ein Ortsteil von Bohdíkov) als Sohn einer Seidenweberfamilie geboren, ließ er sich von 1935 bis 1938 in Brünn zum Schlosser ausbilden. Im Jahr 1938 trat er in die KSČ ein, 1946 kam er in die Sowjetische Besatzungszone Deutschlands und wurde Mitglied der SED.
An der Vorstudienanstalt in Zwickau legte er 1948 das Abitur ab, danach studierte er Volkswirtschaftslehre an der Universität Leipzig. 1951 beendete er sein Studium als Diplomlehrer für Gesellschaftswissenschaften, gleichzeitig absolvierte er einen Dozentenlehrgang und nahm eine Stelle als Dozent an der Bergakademie Freiberg an. 1955 wurde er an der Universität Leipzig zum Dr. oec. promoviert, 1959 folgte die Habilitation an der Freiberger Bergakademie. Im gleichen Jahr wurde Johann Köhler Professor für Politische Ökonomie des Kapitalismus, von 1960 bis 1968 wirkte er als Direktor des Instituts für Politische Ökonomie der Bergakademie, danach leitete er (bis 1981) den Wissenschaftsbereich an der Sektion Sozialistische Betriebswirtschaft. Von 1967 bis 1970 wirkte Köhler als Rektor der Bergakademie Freiberg. 1985 wurde anlässlich seines 65. Geburtstages in Freiberg ein Ehrenkolloquium veranstaltet. 1986 wurde er emeritiert.

## Schriften (Auswahl)
- Zur Entwicklung der Keime des Kapitalismus im sächsischen Silberbergbau: (1168 bis um 1500). Dissertation, 1958
- Die kapitalistische Bergwerksrente, dargestellt am Beispiel des westdeutschen Steinkohlenbergbaus. Habilitationsschrift, 1960 (Digitalisat)
- Strittige Probleme der marxistisch-leninistischen Werttheorie. Deutscher Verlag für Grundstoffindustrie Leipzig, 1977
- Zu Grundfragen der marxistisch-leninistischen Rententheorie : zum Inhalt und zur Entwicklung der Marxschen Terminologie in der Rententheorie - Probleme ihres Verstehens. Deutscher Verlag für Grundstoffindustrie Leipzig, 1982
- Beiträge zur Arbeitswerttheorie. Deutscher Verlag für Grundstoffindustrie Leipzig, 1990